# Stockholm City
Stockholm City – stacja kolejowa dla pociągów podmiejskich w Sztokholmie. Została zbudowana w ramach Citybanan w centrum miasta. Prace nad stacją rozpoczęły się w 2009 roku, a ruch został otwarty 10 lipca 2017.

## Projekt
Stockholm City zastępuje stację Dworca Centralnego w Sztokholmie dla pociągów podmiejskich. Nowa stacja posiada dwa perony i cztery tory. Perony mają 255 metrów długości i znajdują się około 40-44 metrów poniżej poziomu ulicy i 12 metrów poniżej tunelu sztokholmskiego metra. W stacji znajduje się szklana ściana o długości jednego kilometra oddzielająca tory od peronu. Ze względu na dużą rozpiętość stacji rozmieszczono w różnych miejscach stacji łącznie 44 ruchome schody i 17 wind.

### Zdjęcia z budowy
Fotografie z placu budowy stacji Stockholm City wraz z pokazem dla mediów 19 października 2012.

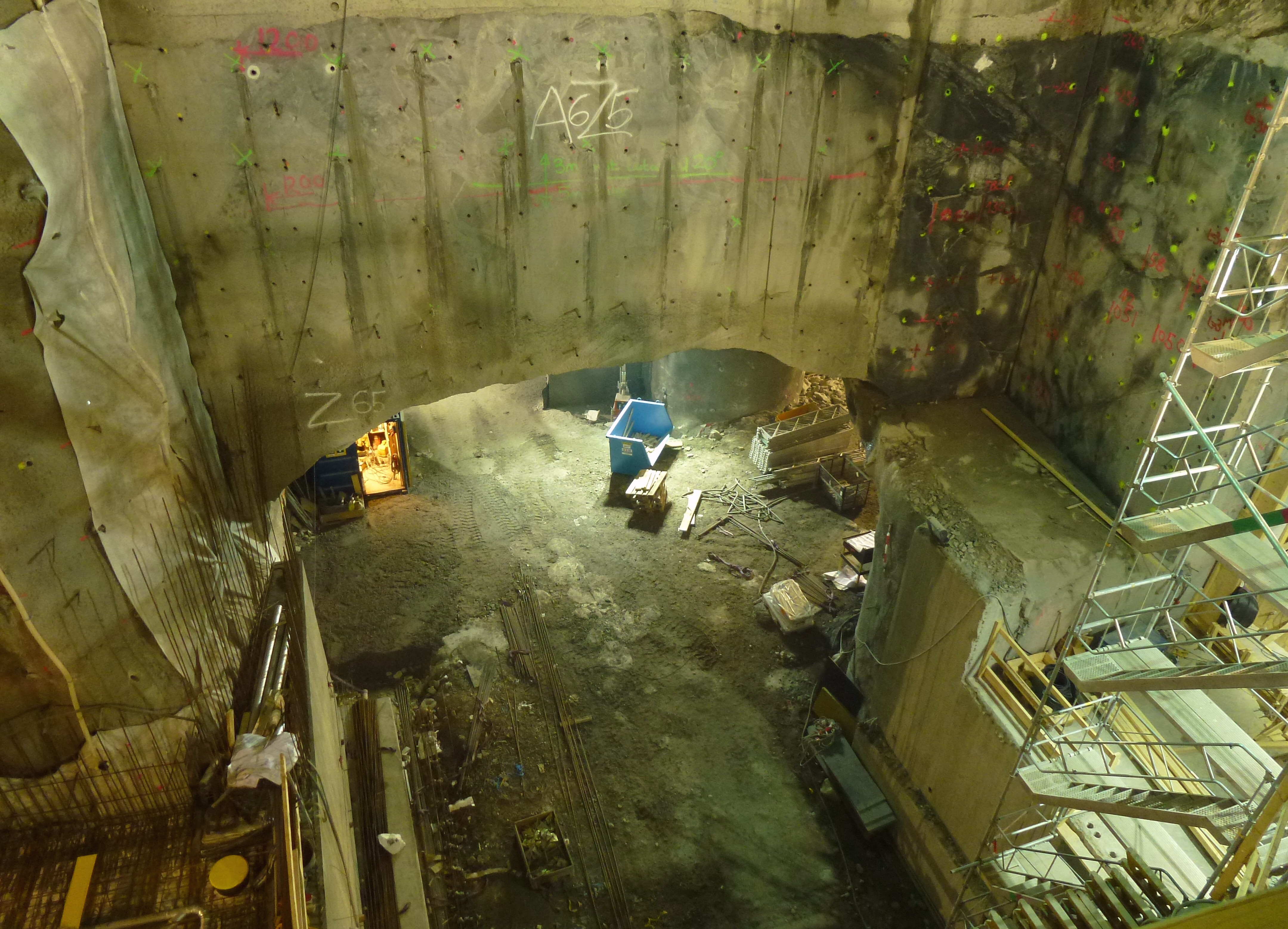
Widok z peronu niebieskiej linii na nową stację
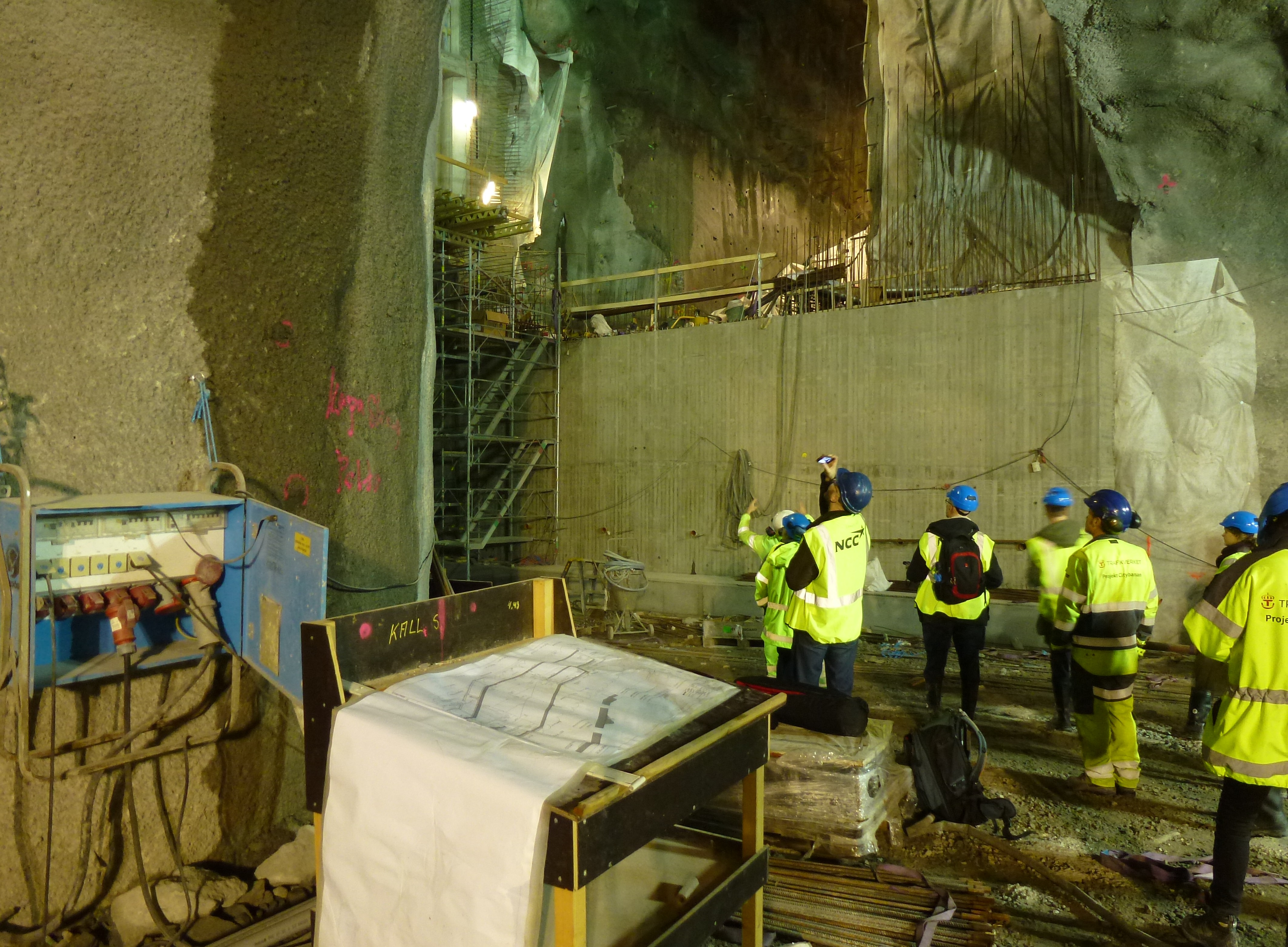
Widok na przyszły peron
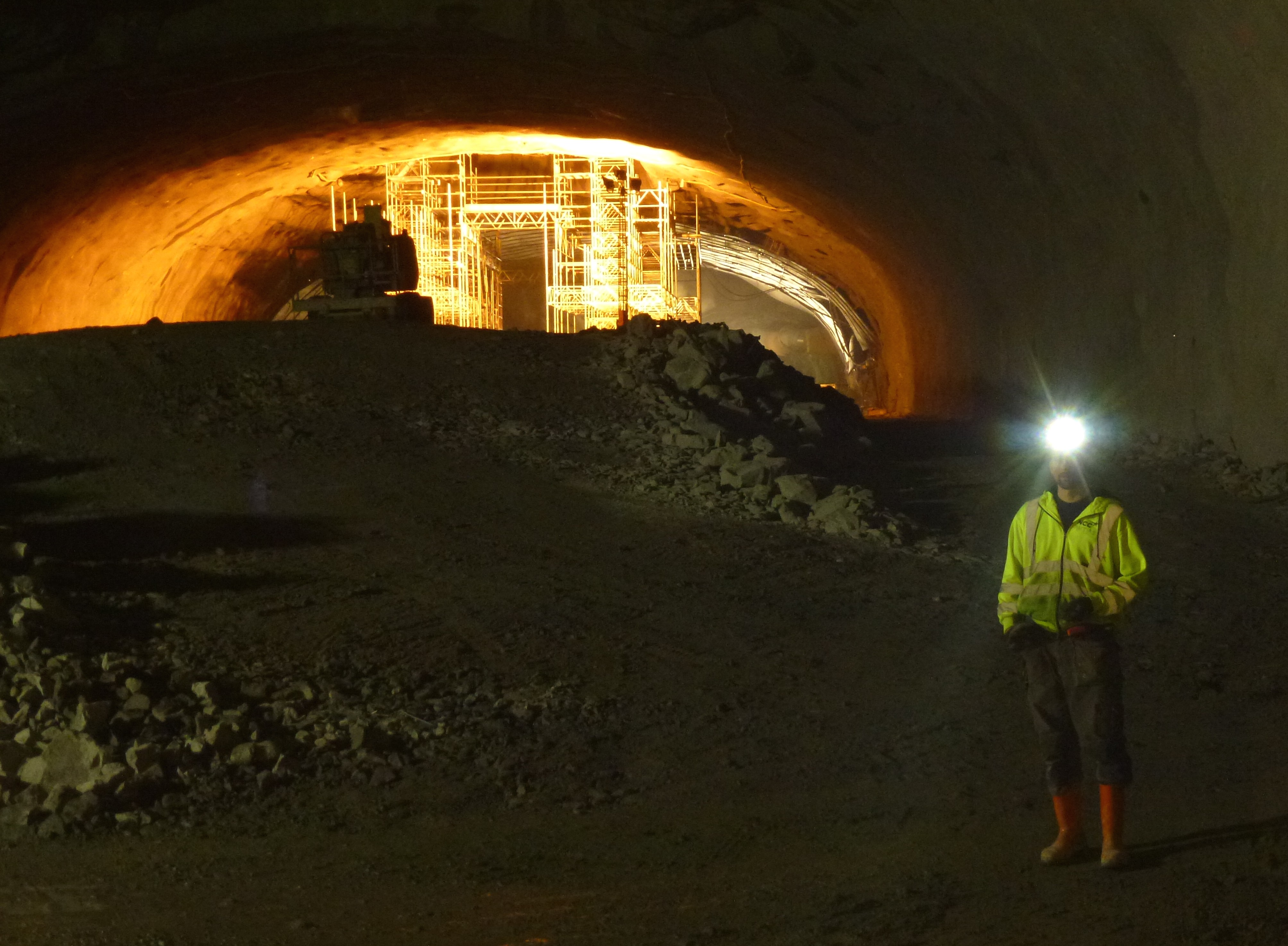
Wejście do tunelu do południowej części
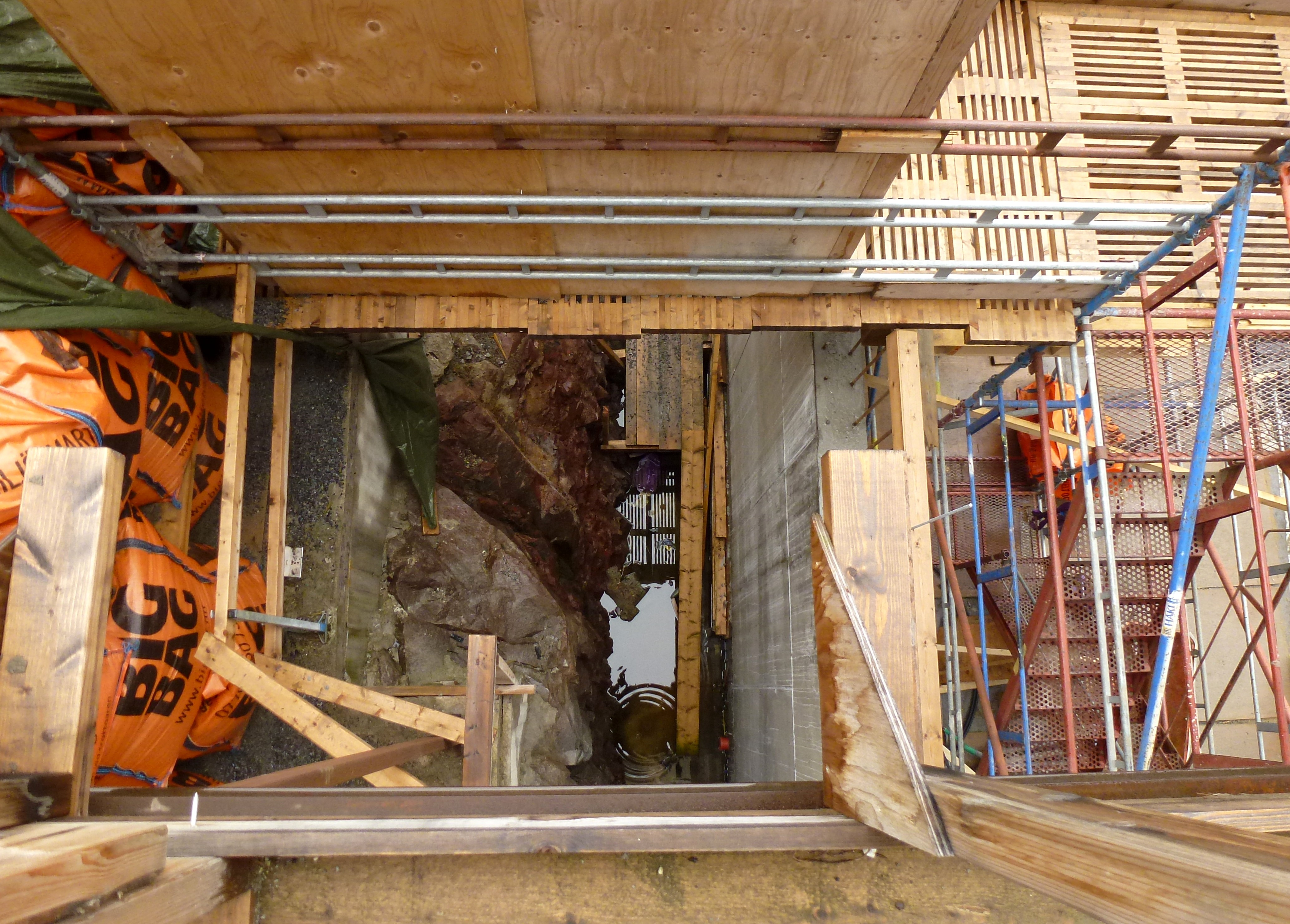
Widok z góry na wejście do Hotel Continental

## Nazwa stacji
Nazwa stacji była przedmiotem dyskusji. W materiałach informacyjnych Trafikverket stacja została nazwana Stockholm City. Takiej nazwy zaczęła używać również spółka odpowiedzialna za komunikację miejską Storstockholms Lokaltrafik. Pojawiały się jednak alternatywne propozycje jak Klara albo Stockholm Klara. Radni miasta zwracali uwagę na fakt, że nazwę Stockholm City można pomylić z nazwą starej stacji Stockholm C. Nazwa Klara odnosiłaby się do kościoła klasztoru klarysek (kościół klasztorny w Sztokholmie funkcjonujący w latach 1289-1527). Inną propozycją była nazwa T-Centralen - zarówno dla stacji kolejki podmiejskiej jak i stacji metra ze względu na to, że są one ze sobą połączone.

## Dekoracja artystyczna
Na terenie stacji znajduje się osiem dzieł:
- Skies - Astrid Sylwan,
- Andetag och Fotfäste - Karin Törnell,
- Stad, Träd och Äng - Peter Svedberg,
- La Divina Commedia - Juri Markkula,
- Vardagens sal - Åsa Lindström,
- Cuckoo clock - Lars Arrhenius,
- Moaritisk absorbent - Mikael Pauli
- Pendlarkatedralen - Karin Lindh.

## Zdjęcia stacji

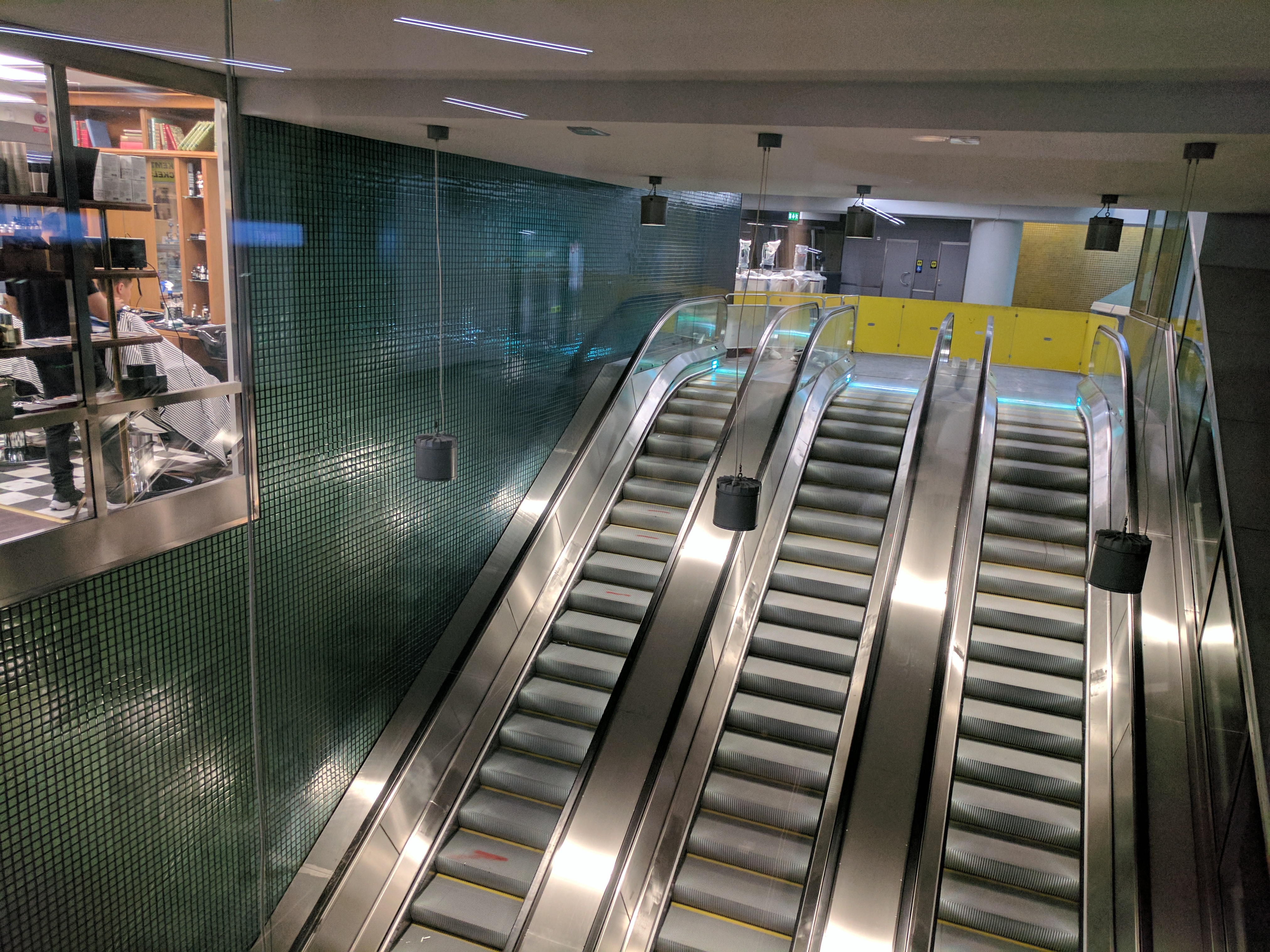
Ruchome schody do Stockholm City
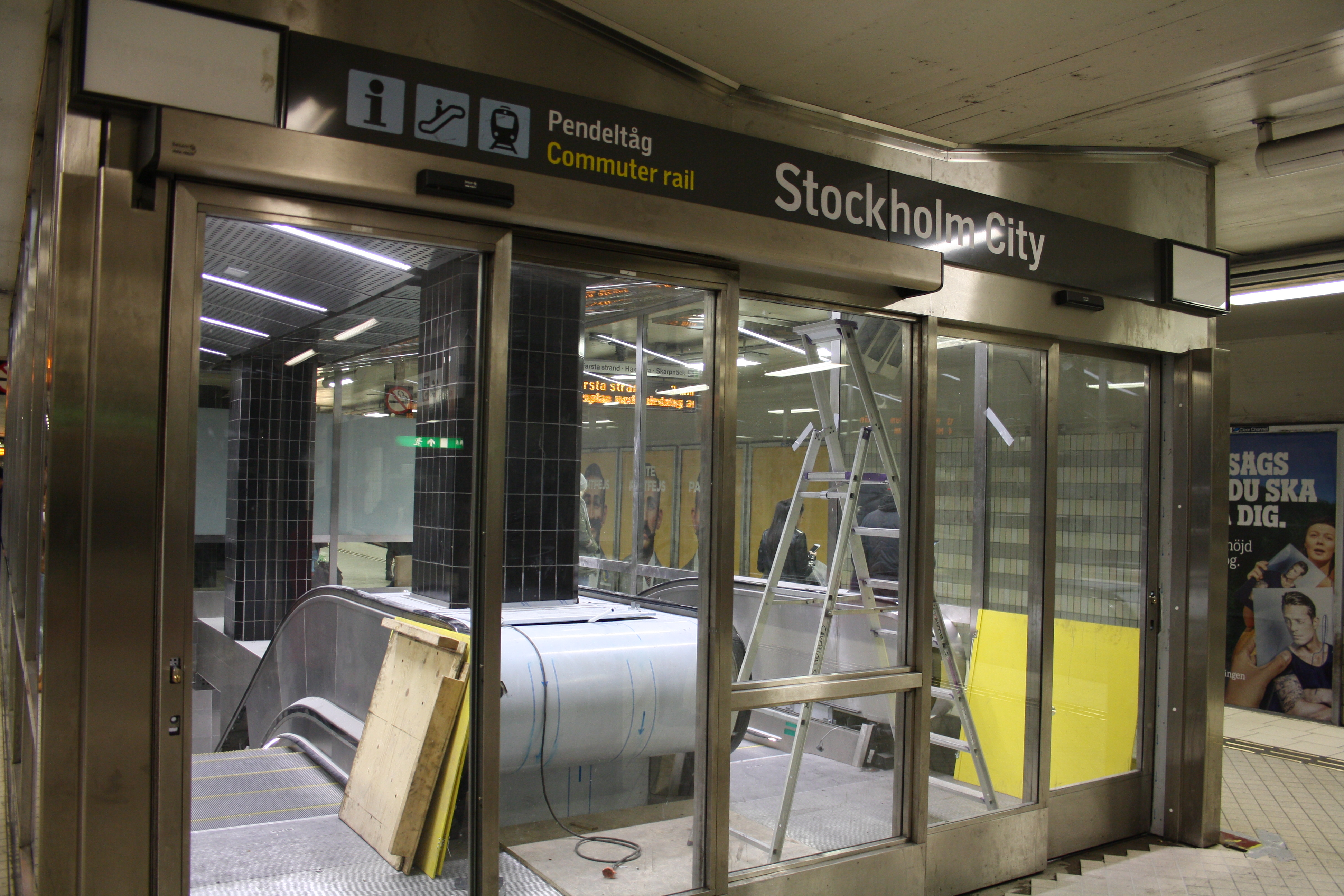
Wejście od strony metra
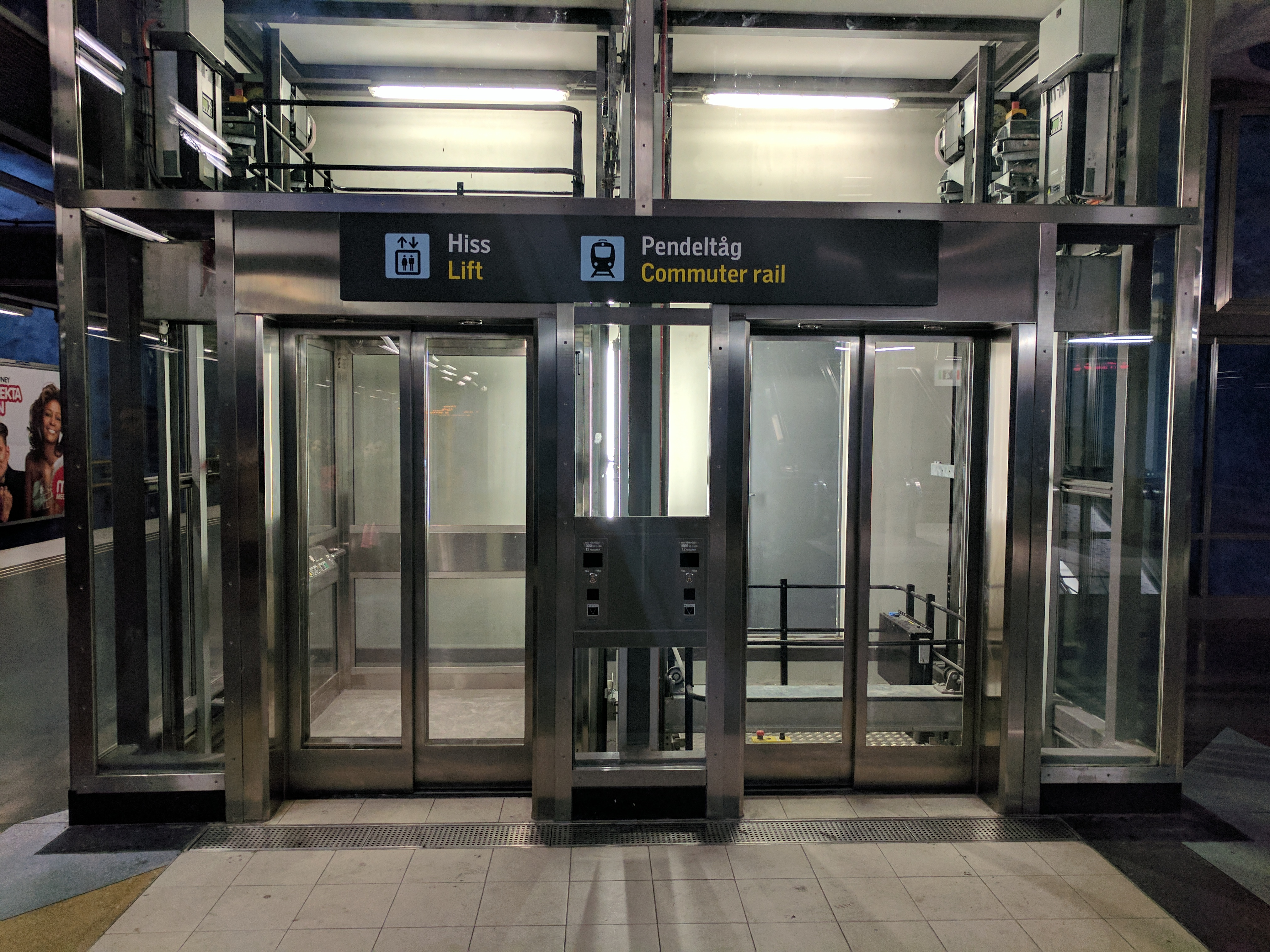
Winda z niebieskiej linii metra
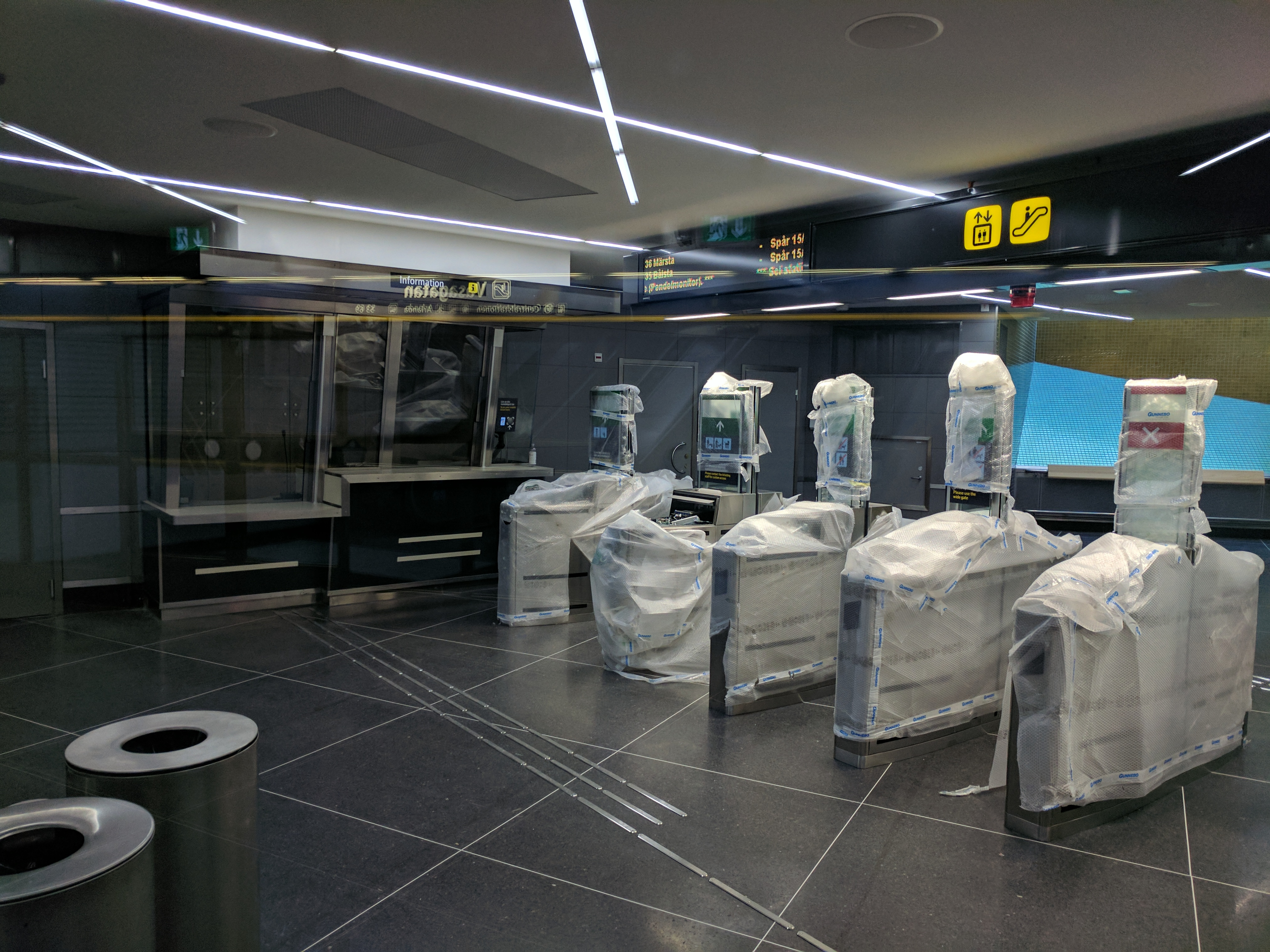
Bramki w wejściu od północnej strony